# Lijst van olympische medaillewinnaars kanovaren (sprint)
Kanovaren (specifieker vlakwater of huidige benaming sprint) is een discipline binnen de olympische sport kanovaren die op het programma staat van de Olympische Spelen. Deze pagina geeft de lijst van olympische medaillewinnaars in deze discipline.

## Mannen

### C1 1000 m
| Editie | Goud | Goud                | Zilver | Zilver                     | Brons | Brons             |
| ------ | ---- | ------------------- | ------ | -------------------------- | ----- | ----------------- |
| 1936   | CAN  | Francis Amyot       | TCH    | Bohuslav Karlík            | GER   | Erich Koschik     |
| 1948   | TCH  | Josef Holeček       | CAN    | Douglas Bennett            | FRA   | Robert Boutigny   |
| 1952   | TCH  | Josef Holeček       | HUN    | János Parti                | FIN   | Olavi Ojanperä    |
| 1956   | ROU  | Leon Rotman         | HUN    | István Hernek              | URS   | Gennadi Boecharin |
| 1960   | HUN  | János Parti         | URS    | Aleksandr Silajev          | ROU   | Leon Rotman       |
| 1964   | EUA  | Jürgen Eschert      | ROU    | Andrei Igorov              | URS   | Jevgeni Penjajev  |
| 1968   | HUN  | Tibor Tatai         | FRG    | Detlef Lewe                | URS   | Vitali Galkov     |
| 1972   | ROU  | Ivan Patzaichin     | HUN    | Tamás Wichmann             | FRG   | Detlef Lewe       |
| 1976   | YUG  | Matija Ljubek       | URS    | Vasili Joertsjenko         | HUN   | Tamás Wichmann    |
| 1980   | BUL  | Ljoebomir Ljoebenov | URS    | Sergej Postrechin          | GDR   | Eckhard Leue      |
| 1984   | FRG  | Ulrich Eicke        | CAN    | Larry Cain                 | DEN   | Henning Jakobsen  |
| 1988   | URS  | Ivans Klementjevs   | GDR    | Jörg Schmidt               | BUL   | Nikolai Boechalov |
| 1992   | BUL  | Nikolai Boechalov   | LAT    | Ivans Klementjevs          | HUN   | György Zala       |
| 1996   | CZE  | Martin Doktor       | LAT    | Ivans Klementjevs          | HUN   | György Zala       |
| 2000   | GER  | Andreas Dittmer     | CUB    | Ledys Frank Balceiro Pajón | CAN   | Stephen Giles     |
| 2004   | ESP  | David Cal           | GER    | Andreas Dittmer            | HUN   | Attila Vajda      |
| 2008   | HUN  | Attila Vajda        | ESP    | David Cal                  | CAN   | Thomas Hall       |
| 2012   | GER  | Sebastian Brendel   | ESP    | David Cal                  | CAN   | Mark Oldershaw    |
| 2016   | GER  | Sebastian Brendel   | BRA    | Isaquias Queiroz           | MDA   | Sergej Tarnovski  |
| 2020   | BRA  | Isaquias Queiroz    | CHN    | Liu Hao                    | MDA   | Sergej Tarnovski  |
| 2024   | CZE  | Martin Fuksa        | BRA    | Isaquias Queiroz           | MDA   | Sergej Tarnovski  |

| Land | Goud | Zilver | Brons |
| ---- | ---- | ------ | ----- |
| HUN  | 3    | 3      | 4     |
| GER  | 3    | 1      | 1     |
| ROU  | 2    | 1      | 1     |
| BUL  | 2    | 1      | 0     |
| TCH  | 2    | 1      | 0     |
| CZE  | 2    | 0      | 0     |
| URS  | 1    | 3      | 3     |
| CAN  | 1    | 2      | 3     |
| BRA  | 1    | 2      | 0     |
| ESP  | 1    | 2      | 0     |
| FRG  | 1    | 1      | 1     |
| EUA  | 1    | 0      | 0     |
| YUG  | 1    | 0      | 0     |
| LAT  | 0    | 2      | 0     |
| GDR  | 0    | 1      | 1     |
| CHN  | 0    | 1      | 0     |
| CUB  | 0    | 1      | 0     |
| MDA  | 0    | 0      | 3     |
| DEN  | 0    | 0      | 1     |
| FIN  | 0    | 0      | 1     |
| FRA  | 0    | 0      | 1     |

Meervoudige medaillewinnaars
| Succesvolste | Meervoudige                                                                     |
| --- | ------------------------------------------------------------------------------- |
| 2-0-0 Sebastian Brendel 2-0-0 Josef Holeček 1-2-0 Isaquias Queiroz 1-2-0 David Cal 1-2-0 / Ivans Klementjevs 1-1-0 Andreas Dittmer 1-1-0 János Parti 1-0-1 Nikolai Boechalov 1-0-1 Leon Rotman 1-0-1 Attila Vajda | 0-1-1 Detlef Lewe 0-1-1 Tamás Wichmann 0-0-3 Sergej Tarnovski 0-0-2 György Zala |

### C2 500 m
| Editie | Goud | Goud                                 | Zilver | Zilver                                          | Brons | Brons                                 |
| ------ | ---- | ------------------------------------ | ------ | ----------------------------------------------- | ----- | ------------------------------------- |
| 1976   | URS  | Sergej Petrenko Aleksandr Vinogradov | POL    | Andrzej Gronowicz Jerzy Opara                   | HUN   | Tamás Buday Oszkár Frey               |
| 1980   | HUN  | László Foltán István Vaskuti         | ROU    | Petre Capusta Ivan Patzaichin                   | BUL   | Borislav Ananiev Nikolai Ilkov        |
| 1984   | YUG  | Matija Ljubek Mirko Nišović          | ROU    | Ivan Patzaichin Toma Simionov                   | ESP   | Enrique Míguez Narciso Suárez         |
| 1988   | URS  | Nicolae Juravschi Viktor Reneiski    | POL    | Marek Dopierała Marek Łbik                      | FRA   | Joël Bettin Philippe Renaud           |
| 1992   | EUN  | Dmitri Dovgalenok Aleksandr Maseikov | GER    | Ulrich Papke Ingo Spelly                        | BUL   | Martin Marinov Blagovest Stojanov     |
| 1996   | HUN  | Csaba Horváth György Kolonics        | MDA    | Nicolae Juravschi Viktor Reneiski               | ROU   | Gheorghe Andriev Grigore Obreja       |
| 2000   | HUN  | Ferenc Novák Imre Pulai              | POL    | Paweł Baraszkiewicz Daniel Jędraszko            | ROU   | Florin Popescu Mitică Pricop          |
| 2004   | CHN  | Meng Guanliang Yang Wenjun           | CUB    | Ledys Frank Balceiro Pajón Ibrahim Rojas Blanco | RUS   | Aleksandr Kostoglod Aleksandr Kovalev |
| 2008   | CHN  | Meng Guanliang Yang Wenjun           | RUS    | Aleksandr Kostoglod Sergey Ulegin               | GER   | Christian Gille Tomasz Wylenzek       |
| 2024   | CHN  | Liu Hao Ji Bowen                     | ITA    | Gabriele Casadei Carlo Tacchini                 | ESP   | Joan Antoni Moreno Diego Domínguez    |

| Land | Goud | Zilver | Brons |
| ---- | ---- | ------ | ----- |
| HUN  | 3    | 0      | 1     |
| CHN  | 3    | 0      | 0     |
| URS  | 2    | 0      | 0     |
| EUN  | 1    | 0      | 0     |
| YUG  | 1    | 0      | 0     |
| POL  | 0    | 3      | 0     |
| ROU  | 0    | 2      | 2     |
| GER  | 0    | 1      | 1     |
| RUS  | 0    | 1      | 1     |
| CUB  | 0    | 1      | 0     |
| ITA  | 0    | 1      | 0     |
| MDA  | 0    | 1      | 0     |
| BUL  | 0    | 0      | 2     |
| ESP  | 0    | 0      | 2     |
| FRA  | 0    | 0      | 1     |

Meervoudige medaillewinnaars
| Succesvolste                                                                             | Meervoudige                                     |
| ---------------------------------------------------------------------------------------- | ----------------------------------------------- |
| 2-0-0 Meng Guanliang 2-0-0 Yang Wenjun 1-1-0 / Nicolae Juravschi 1-1-0 / Viktor Reneiski | 0-2-0 Ivan Patzaichin 0-1-1 Aleksandr Kostoglod |

### K1 1000 m
| Editie | Goud | Goud                 | Zilver | Zilver               | Brons | Brons              |
| ------ | ---- | -------------------- | ------ | -------------------- | ----- | ------------------ |
| 1936   | AUT  | Gregor Hradetzky     | GER    | Helmut Cämmerer      | NED   | Jaap Kraaier       |
| 1948   | SWE  | Gert Fredriksson     | DEN    | Johan Kobberup       | FRA   | Henri Eberhardt    |
| 1952   | SWE  | Gert Fredriksson     | FIN    | Thorvald Strömberg   | FRA   | Louis Gantios      |
| 1956   | SWE  | Gert Fredriksson     | URS    | Igor Pissarjev       | HUN   | Lajos Kiss         |
| 1960   | DEN  | Erik Hansen          | HUN    | Imre Szöllősi        | SWE   | Gert Fredriksson   |
| 1964   | SWE  | Rolf Peterson        | HUN    | Mihály Hesz          | ROU   | Aurel Vernescu     |
| 1968   | HUN  | Mihály Hesz          | URS    | Aleksandr Sjaparenko | DEN   | Erik Hansen        |
| 1972   | URS  | Aleksandr Sjaparenko | SWE    | Rolf Peterson        | HUN   | Géza Csapó         |
| 1976   | GDR  | Rüdiger Helm         | HUN    | Géza Csapó           | ROU   | Vasile Dîba        |
| 1980   | GDR  | Rüdiger Helm         | FRA    | Alain Lebas          | ROU   | Ion Bîrlădeanu     |
| 1984   | NZL  | Alan Thompson        | YUG    | Milan Janić          | USA   | Greg Barton        |
| 1988   | USA  | Greg Barton          | AUS    | Grant Davies         | GDR   | André Wohllebe     |
| 1992   | AUS  | Clint Robinson       | NOR    | Knut Holmann         | USA   | Greg Barton        |
| 1996   | NOR  | Knut Holmann         | ITA    | Beniamino Bonomi     | AUS   | Clint Robinson     |
| 2000   | NOR  | Knut Holmann         | BUL    | Petar Merkov         | GBR   | Tim Brabants       |
| 2004   | NOR  | Eirik Verås Larsen   | NZL    | Ben Fouhy            | CAN   | Adam van Koeverden |
| 2008   | GBR  | Tim Brabants         | NOR    | Eirik Verås Larsen   | AUS   | Ken Wallace        |
| 2012   | NOR  | Eirik Verås Larsen   | CAN    | Adam van Koeverden   | GER   | Max Hoff           |
| 2016   | ESP  | Marcus Walz          | CZE    | Josef Dostál         | RUS   | Roman Anosjkin     |
| 2020   | HUN  | Bálint Kopasz        | HUN    | Ádám Varga           | POR   | Fernando Pimenta   |
| 2024   | CZE  | Josef Dostál         | HUN    | Ádám Varga           | HUN   | Bálint Kopasz      |

| Land | Goud | Zilver | Brons |
| ---- | ---- | ------ | ----- |
| NOR  | 4    | 2      | 0     |
| SWE  | 4    | 1      | 1     |
| HUN  | 2    | 5      | 3     |
| GDR  | 2    | 0      | 1     |
| URS  | 1    | 2      | 0     |
| AUS  | 1    | 1      | 2     |
| DEN  | 1    | 1      | 1     |
| NZL  | 1    | 1      | 0     |
| USA  | 1    | 0      | 2     |
| CZE  | 1    | 1      | 0     |
| GBR  | 1    | 0      | 1     |
| AUT  | 1    | 0      | 0     |
| ESP  | 1    | 0      | 0     |
| FRA  | 0    | 1      | 2     |
| CAN  | 0    | 1      | 1     |
| GER  | 0    | 1      | 1     |
| BUL  | 0    | 1      | 0     |
| FIN  | 0    | 1      | 0     |
| ITA  | 0    | 1      | 0     |
| YUG  | 0    | 1      | 0     |
| ROU  | 0    | 0      | 3     |
| NED  | 0    | 0      | 1     |
| POR  | 0    | 0      | 1     |
| RUS  | 0    | 0      | 1     |

Meervoudige medaillewinnaars
| Succesvolste                                                                          | Succesvolste | Meervoudige                                                |
| ------------------------------------------------------------------------------------- | --- | ---------------------------------------------------------- |
| 3-0-1 Gert Fredriksson 2-1-0 Knut Holmann 2-1-0 Eirik Verås Larsen 2-0-0 Rüdiger Helm | 1-1-0 Josef Dostál 1-1-0 Mihály Hesz 1-1-0 Rolf Peterson 1-1-0 Aleksandr Sjaparenko 1-0-2 Greg Barton 1-0-1 Tim Brabants 1-0-1 Erik Hansen 1-0-1 Clint Robinson 1-0-1 Bálint Kopasz | 0-2-0 Ádám Varga 0-1-1 Géza Csapó 0-1-1 Adam van Koeverden |

### K2 500 m
| Editie | Goud | Goud                                    | Zilver | Zilver                                | Brons | Brons                                |
| ------ | ---- | --------------------------------------- | ------ | ------------------------------------- | ----- | ------------------------------------ |
| 1976   | GDR  | Joachim Mattern Bernd Olbricht          | URS    | Sergej Nagorny Vladimir Romanovski    | ROU   | Policarp Malîhin Larion Serghei      |
| 1980   | URS  | Vladimir Parfenovitsj Sergej Tsjoechrai | ESP    | Guillermo Del Riego Herminio Menéndez | GDR   | Rüdiger Helm Bernd Olbricht          |
| 1984   | NZL  | Ian Ferguson Paul MacDonald             | SWE    | Per-Inge Bengtsson Lars-Erik Moberg   | CAN   | Hugh Fisher Alwyn Morris             |
| 1988   | NZL  | Ian Ferguson Paul MacDonald             | URS    | Viktor Denisov Igor Nagajev           | HUN   | Attila Ábrahám Ferenc Csipes         |
| 1992   | GER  | Kay Bluhm Torsten Gutsche               | POL    | Maciej Freimut Wojciech Kurpiewski    | ITA   | Bruno Dreossi Antonio Rossi          |
| 1996   | GER  | Kay Bluhm Torsten Gutsche               | ITA    | Beniamino Bonomi Daniele Scarpa       | AUS   | Daniel Collins Andrew Trim           |
| 2000   | HUN  | Zoltán Kammerer Botond Storcz           | AUS    | Daniel Collins Andrew Trim            | GER   | Ronald Rauhe Tim Wieskötter          |
| 2004   | GER  | Ronald Rauhe Tim Wieskötter             | AUS    | Nathan Baggaley Clint Robinson        | BLR   | Vadzim Machnew Raman Pjatroesjenka   |
| 2008   | ESP  | Saúl Craviotto Carlos Pérez             | GER    | Ronald Rauhe Tim Wieskötter           | BLR   | Vadzim Machnew Raman Pjatroesjenka   |
| 2024   | GER  | Max Lemke Jacob Schopf                  | HUN    | Bence Nádas Sándor Tótka              | AUS   | Jean van der Westhuyzen Thomas Green |

| Land | Goud | Zilver | Brons |
| ---- | ---- | ------ | ----- |
| GER  | 4    | 1      | 1     |
| NZL  | 2    | 0      | 0     |
| URS  | 1    | 2      | 0     |
| HUN  | 1    | 1      | 1     |
| ESP  | 1    | 1      | 0     |
| GDR  | 1    | 0      | 1     |
| AUS  | 0    | 2      | 2     |
| ITA  | 0    | 1      | 1     |
| POL  | 0    | 1      | 0     |
| SWE  | 0    | 1      | 0     |
| BLR  | 0    | 0      | 2     |
| CAN  | 0    | 0      | 1     |
| ROU  | 0    | 0      | 1     |

Meervoudige medaillewinnaars
| Succesvolste | Meervoudige                                                                           |
| --- | ------------------------------------------------------------------------------------- |
| 2-0-0 Kay Bluhm 2-0-0 Torsten Gutsche 2-0-0 Ian Ferguson 2-0-0 Paul MacDonald 1-1-1 Ronald Rauhe 1-1-1 Tim Wieskötter 1-0-1 Bernd Olbricht | 0-1-1 Daniel Collins 0-1-1 Andrew Trim 0-0-2 Vadzim Machnew 0-0-2 Raman Pjatroesjenka |

### K4 500 m
| Editie | Goud | Goud                                                 | Zilver | Zilver                                                                  | Brons | Brons                                                            |
| ------ | ---- | ---------------------------------------------------- | ------ | ----------------------------------------------------------------------- | ----- | ---------------------------------------------------------------- |
| 2020   | GER  | Max Lemke Tom Liebscher Ronald Rauhe Max Rendschmidt | ESP    | Carlos Arévalo Saúl Craviotto Rodrigo Germade Marcus Walz               | SVK   | Samuel Baláž Adam Botek Denis Myšák Erik Vlček                   |
| 2024   | GER  | Max Rendschmidt Max Lemke Jacob Schopf Tom Liebscher | AUS    | Riley Fitzsimmons Pierre van der Westhuyzen Jackson Collins Noah Havard | ESP   | Saúl Craviotto Carlos Arévalo Marcus Cooper Walz Rodrigo Germade |

| Land | Goud | Zilver | Brons |
| ---- | ---- | ------ | ----- |
| GER  | 2    | 0      | 0     |
| ESP  | 0    | 1      | 1     |
| AUS  | 0    | 1      | 0     |
| SVK  | 0    | 0      | 1     |

Meervoudige medaillewinnaars
| Succesvolste                                              | Meervoudige                                                     |
| --------------------------------------------------------- | --------------------------------------------------------------- |
| 2-0-0 Max Rendschmidt 2-0-0 Max Lemke 2-0-0 Tom Liebscher | 0-1-1 Carlos Arévalo 0-1-1 Saúl Craviotto 0-1-1 Rodrigo Germade |

## Vrouwen

### C1 200 m
| Editie | Goud | Goud           | Zilver | Zilver                    | Brons | Brons              |
| ------ | ---- | -------------- | ------ | ------------------------- | ----- | ------------------ |
| 2020   | USA  | Nevin Harrison | CAN    | Laurence Vincent Lapointe | UKR   | Ljoedmila Loezan   |
| 2024   | CAN  | Katie Vincent  | USA    | Nevin Harrison            | CUB   | Yarisleidis Cirilo |

| Land | Goud | Zilver | Brons |
| ---- | ---- | ------ | ----- |
| CAN  | 1    | 1      | 0     |
| USA  | 1    | 1      | 0     |
| CUB  | 0    | 0      | 1     |
| UKR  | 0    | 0      | 1     |

Meervoudige medaillewinnaars
| Succesvolste         | Meervoudige |
| -------------------- | ----------- |
| 1-1-0 Nevin Harrison |             |

### C2 500 m
| Editie | Goud | Goud                  | Zilver | Zilver                                  | Brons | Brons                                   |
| ------ | ---- | --------------------- | ------ | --------------------------------------- | ----- | --------------------------------------- |
| 2020   | CHN  | Xu Shixiao Sun Mengya | UKR    | Ljoedmila Loezan Anastasia Tjetverikova | CAN   | Katie Vincent Laurence Vincent Lapointe |
| 2024   | CHN  | Xu Shixiao Sun Mengya | UKR    | Ljoedmila Loezan Anastasia Rybatsjok    | CAN   | Sloan MacKenzie Katie Vincent           |

| Land | Goud | Zilver | Brons |
| ---- | ---- | ------ | ----- |
| CHN  | 2    | 0      | 0     |
| UKR  | 0    | 2      | 0     |
| CAN  | 0    | 0      | 2     |

Meervoudige medaillewinnaars
| Succesvolste                      | Meervoudige                                                                         |
| --------------------------------- | ----------------------------------------------------------------------------------- |
| 2-0-0 Xu Shixiao 2-0-0 Sun Mengya | 0-2-0 Ljoedmila Loezan 0-2-0 Anastasia Rybatsjok(-Tjetverikova) 0-0-2 Katie Vincent |

### K1 500 m
| Editie | Goud | Goud                           | Zilver | Zilver                     | Brons | Brons                  |
| ------ | ---- | ------------------------------ | ------ | -------------------------- | ----- | ---------------------- |
| 1948   | DEN  | Karen Hoff                     | NED    | Lida van der Anker-Doedens | AUT   | Fritzi Schwingl        |
| 1952   | FIN  | Sylvi Saimo                    | AUT    | Gertrude Liebhart          | URS   | Nina Savina            |
| 1956   | URS  | Jelizaveta Dementjeva          | EUA    | Therese Zenz               | DEN   | Tove Søby              |
| 1960   | URS  | Antonina Seredina              | EUA    | Therese Zenz               | POL   | Daniela Walkowiak      |
| 1964   | URS  | Ljoedmila Pinajeva-Chvedosjoek | ROU    | Hilde Lauer                | USA   | Marcia Jones           |
| 1968   | URS  | Ljoedmila Pinajeva-Chvedosjoek | FRG    | Renate Breuer              | ROU   | Viorica Dumitru        |
| 1972   | URS  | Joelia Rjabtsjinskaja          | NED    | Mieke Jaapies              | HUN   | Anna Pfeffer           |
| 1976   | GDR  | Carola Zirzow                  | URS    | Tatjana Korsjoenova        | HUN   | Klára Rajnai           |
| 1980   | GDR  | Birgit Fischer                 | BUL    | Vanja Gesjeva              | URS   | Antonina Melnikova     |
| 1984   | SWE  | Agneta Andersson               | FRG    | Barbara Schüttpelz         | NED   | Annemiek Derckx        |
| 1988   | BUL  | Vanja Gesjeva                  | GDR    | Birgit Schmidt-Fischer     | POL   | Izabela Dylewska       |
| 1992   | GER  | Birgit Schmidt-Fischer         | HUN    | Rita Kőbán                 | POL   | Izabela Dylewska       |
| 1996   | HUN  | Rita Kőbán                     | CAN    | Caroline Brunet            | ITA   | Josefa Idem            |
| 2000   | ITA  | Josefa Idem-Guerrini           | CAN    | Caroline Brunet            | AUS   | Katrin Borchert        |
| 2004   | HUN  | Natasa Janics                  | ITA    | Josefa Idem                | CAN   | Caroline Brunet        |
| 2008   | UKR  | Inna Osipenko-Radomska         | ITA    | Josefa Idem                | GER   | Katrin Wagner-Augustin |
| 2012   | HUN  | Danuta Kozák                   | UKR    | Inna Osipenko-Radomska     | RSA   | Bridgette Hartley      |
| 2016   | HUN  | Danuta Kozák                   | DEN    | Emma Jørgensen             | NZL   | Lisa Carrington        |
| 2020   | NZL  | Lisa Carrington                | HUN    | Tamara Csipes              | DEN   | Emma Jørgensen         |
| 2024   | NZL  | Lisa Carrington                | HUN    | Tamara Csipes              | DEN   | Emma Jørgensen         |

| Land | Goud | Zilver | Brons |
| ---- | ---- | ------ | ----- |
| URS  | 5    | 1      | 2     |
| HUN  | 4    | 3      | 2     |
| GDR  | 2    | 1      | 0     |
| NZL  | 2    | 0      | 1     |
| ITA  | 1    | 2      | 1     |
| DEN  | 1    | 1      | 3     |
| BUL  | 1    | 1      | 0     |
| GER  | 1    | 0      | 1     |
| UKR  | 1    | 0      | 1     |
| FIN  | 1    | 0      | 0     |
| SWE  | 1    | 0      | 0     |
| CAN  | 0    | 2      | 1     |
| NED  | 0    | 2      | 1     |
| EUA  | 0    | 2      | 0     |
| FRG  | 0    | 2      | 0     |
| AUT  | 0    | 1      | 1     |
| ROU  | 0    | 1      | 1     |
| POL  | 0    | 0      | 3     |
| RSA  | 0    | 0      | 1     |
| AUS  | 0    | 0      | 1     |
| USA  | 0    | 0      | 1     |

Meervoudige medaillewinnaars
| Succesvolste | Meervoudige                                                                                              |
| --- | --- |
| 2-1-0 / Birgit Schmidt-Fischer 2-0-1 Lisa Carrington 2-0-0 Danuta Kozák 2-0-0 Ljoedmila Pinajeva-Chvedosjoek 1-2-1 Josefa Idem-Guerrini 1-1-0 Vanja Gesjeva 1-1-0 Rita Kőbán 1-1-0 Inna Osipenko-Radomska | 0-2-1 Caroline Brunet 0-2-0 Therese Zenz 0-2-0 Tamara Csipes 0-1-2 Emma Jørgensen 0-0-2 Izabela Dylewska |

### K2 500 m
| Editie | Goud | Goud                                                | Zilver | Zilver                                      | Brons | Brons                                            |
| ------ | ---- | --------------------------------------------------- | ------ | ------------------------------------------- | ----- | ------------------------------------------------ |
| 1960   | URS  | Antonina Seredina Maria Sjoebina                    | EUA    | Ingrid Hartmann Therese Zenz                | HUN   | Vilma Egresi Klára Fried                         |
| 1964   | EUA  | Roswitha Esser Annemarie Zimmermann                 | USA    | Francine Fox Gloriane Perrier               | ROU   | Hilde Lauer Cornelia Sideri                      |
| 1968   | FRG  | Roswitha Esser Annemarie Zimmermann                 | HUN    | Anna Pfeffer Katalin Rozsnyói               | URS   | Ljoedmila Pinajeva-Chvedosjoek Antonina Seredina |
| 1972   | URS  | Jekaterina Koerysjko Ljoedmila Pinajeva-Chvedosjoek | GDR    | Petra Grabowski Ilse Kaschube               | ROU   | Viorica Dumitru Maria Nichiforov                 |
| 1976   | URS  | Nina Gopova Galina Kreft                            | HUN    | Anna Pfeffer Klára Rajnai                   | GDR   | Bärbel Köster Carola Zirzow                      |
| 1980   | GDR  | Martina Bischof Carsta Genäuß                       | URS    | Galina Alexejeva Nina Trofimova             | HUN   | Éva Rakusz Mária Zakariás                        |
| 1984   | SWE  | Agneta Andersson Anna Olsson                        | CAN    | Alaxendra Barre Susan Holloway              | FRG   | Josefa Idem Barbara Schüttpelz                   |
| 1988   | GDR  | Anke Nothnagel Birgit Schmidt-Fischer               | BUL    | Vanja Gesjeva Diana Paliiska                | NED   | Annemarie Cox Annemiek Derckx                    |
| 1992   | GER  | Ramona Portwich Anke von Seck-Nothnagel             | SWE    | Agneta Andersson Susanne Gunnarsson-Wiberg  | HUN   | Éva Dónusz Rita Kőbán                            |
| 1996   | SWE  | Agneta Andersson Susanne Gunnarsson-Wiberg          | GER    | Birgit Fischer Ramona Portwich              | AUS   | Katrin Borchert Annemarie Cox-Wood               |
| 2000   | GER  | Birgit Fischer Katrin Wagner-Augustin               | HUN    | Katalin Kovács Szilvia Szabó                | POL   | Aneta Pastuszka Beatą Sokołowską-Kuleszą         |
| 2004   | HUN  | Natasa Janics Katalin Kovács                        | GER    | Birgit Fischer Carolin Leonhardt            | POL   | Aneta Pastuszka Beatą Sokołowską-Kuleszą         |
| 2008   | HUN  | Natasa Janics Katalin Kovács                        | POL    | Aneta Konieczna-Pastuszka Beata Mikolajczyk | FRA   | Marie Delattre Anne-Laure Viard                  |
| 2012   | GER  | Tina Dietze Franziska Weber                         | HUN    | Natasa Dusev-Janics Katalin Kovács          | POL   | Beata Mikołajczyk Karolina Naja                  |
| 2016   | HUN  | Danuta Kozák Gabriella Szabó                        | GER    | Tina Dietze Franziska Weber                 | POL   | Beata Mikołajczyk Karolina Naja                  |
| 2020   | NZL  | Lisa Carrington Caitlin Regal                       | POL    | Karolina Naja Anna Puławska                 | HUN   | Dóra Bodonyi Danuta Kozák                        |
| 2024   | NZL  | Lisa Carrington Alicia Hoskin                       | HUN    | Tamara Csipes Alida Dóra Gazsó              | GER   | Pauline Jagsch Jule Hake                         |
| 2024   | NZL  | Lisa Carrington Alicia Hoskin                       | HUN    | Tamara Csipes Alida Dóra Gazsó              | HUN   | Noémi Pupp Sára Fojt                             |

| Land | Goud | Zilver | Brons |
| ---- | ---- | ------ | ----- |
| HUN  | 3    | 5      | 5     |
| GER  | 3    | 3      | 1     |
| URS  | 3    | 1      | 1     |
| GDR  | 2    | 1      | 1     |
| SWE  | 2    | 1      | 0     |
| NZL  | 2    | 0      | 0     |
| EUA  | 1    | 1      | 0     |
| FRG  | 1    | 0      | 1     |
| POL  | 0    | 2      | 4     |
| BUL  | 0    | 1      | 0     |
| CAN  | 0    | 1      | 0     |
| USA  | 0    | 1      | 0     |
| ROU  | 0    | 0      | 2     |
| AUS  | 0    | 0      | 1     |
| FRA  | 0    | 0      | 1     |
| NED  | 0    | 0      | 1     |

Meervoudige medaillewinnaars
| Succesvolste | Succesvolste | Meervoudige |
| --- | --- | --- |
| 2-2-0 / Birgit Schmidt-Fischer 2-2-0 Katalin Kovács 2-1-0 Natasa Dusev-Janics 2-1-0 Agneta Andersson 2-0-0 Roswitha Esser 2-0-0 Annemarie Zimmermann 2-0-0 / Anke von Seck-Nothnagel 2-0-0 Lisa Carrington | 1-1-0 Tina Dietze 1-1-0 Ramona Portwich 1-1-0 Franziska Weber 1-1-0 Susanne Gunnarsson-Wiberg 1-0-1 Danuta Kozák 1-0-1 Ljoedmila Pinajeva-Chvedosjoek 1-0-1 Antonina Seredina | 0-1-2 Karolina Naja 0-1-2 Aneta Konieczna-Pastuszka 0-1-2 Beata Mikołajczyk 0-0-2 / Annemarie Cox-Wood 0-0-2 Beatą Sokołowską-Kuleszą |

### K4 500 m
| Editie | Goud | Goud                                                                 | Zilver | Zilver                                                                         | Brons | Brons                                                               |
| ------ | ---- | -------------------------------------------------------------------- | ------ | ------------------------------------------------------------------------------ | ----- | ------------------------------------------------------------------- |
| 1984   | ROU  | Agafia Constantin Nastasia Ionescu Tecla Marinescu Maria Ştefan      | SWE    | Agneta Andersson Eva Karlsson Anna Olsson Susanne Wiberg                       | CAN   | Alaxendra Barre Lucie Guay Susan Holloway Barbara Olmsted           |
| 1988   | GDR  | Anke Nothnagel Ramona Portwich Birgit Schmidt-Fischer Heike Singer   | HUN    | Erika Géczi Rita Kőbán Erika Mészáros Éva Rakusz                               | BUL   | Vanja Gesjeva Borislava Ivanova Diana Paliiska Ognijana Petkova     |
| 1992   | HUN  | Kinga Czigány Éva Dónusz Rita Kőbán Erika Mészáros                   | GER    | Katrin Borchert Ramona Portwich Birgit Schmidt-Fischer Anke von Seck-Nothnagel | SWE   | Agneta Andersson Maria Haglund Anna Olsson Susanne Rosenqvist       |
| 1996   | GER  | Birgit Fischer Manuela Mucke Ramona Portwich Anett Schuck            | SUI    | Daniela Baumer Sabine Eichenberger Ingrid Haralamow Gabi Müller                | SWE   | Agneta Andersson Ingela Ericsson Anna Olsson Susanne Rosenqvist     |
| 2000   | GER  | Birgit Fischer Manuela Mucke Anett Schuck Katrin Wagner-Augustin     | HUN    | Rita Kőbán Katalin Kovács Szilvia Szabó Erzsébet Viski                         | ROU   | Raluca Andreea Ioniţă Mariana Limbău Elena Radu Sanda Toma          |
| 2004   | GER  | Birgit Fischer Carolin Leonhardt Maike Nollen Katrin Wagner-Augustin | HUN    | Kinga Bóta Katalin Kovács Szilvia Szabó Erzsébet Viski                         | UKR   | Hanna Balabanova Inna Osypenko Tetjana Semykina Olena Tsjerevatova  |
| 2008   | GER  | Fanny Fischer Nicole Reinhardt Katrin Wagner-Augustin Conny Waßmuth  | HUN    | Katalin Kovács Natasa Janics Danuta Kozák Gabriella Szabó                      | AUS   | Hannah Davis Lyndsie Fogarty Chantal Meek Lisa Oldenhof             |
| 2012   | HUN  | Krisztina Fazekas Katalin Kovács Danuta Kozák Gabriella Szabó        | GER    | Tina Dietze Carolin Leonhardt Katrin Wagner-Augustin Franziska Weber           | BLR   | Volha Khudzenka Iryna Pamialova Nadzeya Papok Maryna Pautaran       |
| 2016   | HUN  | Tamara Csipes Krisztina Fazekas-Zur Danuta Kozák Gabriella Szabó     | GER    | Tina Dietze Sabrina Hering Steffi Kriegerstein Franziska Weber                 | BLR   | Volha Khudzenka Nadzeya Papok Maryna Pautaran Marharyta Tsishkevich |
| 2020   | HUN  | Dóra Bodonyi Tamara Csipes Anna Kárász Danuta Kozák                  | BLR    | Volha Khudzenka Maryna Litvinchuk Marharyta Makhneva Nadzeya Papok             | POL   | Justyna Iskrzycka Karolina Naja Anna Puławska Helena Wiśniewska     |
| 2024   | NZL  | Lisa Carrington Alicia Hoskin Olivia Brett Tara Vaughan              | GER    | Paulina Paszek Jule Hake Pauline Jagsch Sarah Brüßler                          | HUN   | Noémi Pupp Sára Fojt Tamara Csipes Alida Dóra Gazsó                 |

| Land | Goud | Zilver | Brons |
| ---- | ---- | ------ | ----- |
| HUN  | 4    | 4      | 1     |
| GER  | 4    | 4      | 0     |
| ROU  | 1    | 0      | 1     |
| GDR  | 1    | 0      | 0     |
| NZL  | 1    | 0      | 0     |
| BLR  | 0    | 1      | 2     |
| SUI  | 0    | 1      | 2     |
| SWE  | 0    | 1      | 0     |
| AUS  | 0    | 0      | 1     |
| BUL  | 0    | 0      | 1     |
| CAN  | 0    | 0      | 1     |
| POL  | 0    | 0      | 1     |
| UKR  | 0    | 0      | 1     |

Meervoudige medaillewinnaars
| Succesvolste | Succesvolste | Meervoudige | Meervoudige                                                       |
| --- | --- | --- | ----------------------------------------------------------------- |
| 4-1-0 / Birgit Schmidt-Fischer 3-1-0 Katrin Wagner-Augustin 3-1-0 Danuta Kozák 2-1-0 / Ramona Portwich 2-1-0 Gabriella Szabó 2-0-1 Tamara Csipes 2-0-0 Manuela Mucke 2-0-0 Anett Schuck 2-0-0 Krisztina Fazekas-Zur | 1-3-0 Katalin Kovács 1-2-0 Rita Kőbán 1-1-0 / Anke von Seck-Nothnagel 1-1-0 Carolin Leonhardt 1-1-0 Erika Mészáros | 0-2-0 Tina Dietze 0-2-0 Franziska Weber 0-2-0 Szilvia Szabó 0-2-0 Erzsébet Viski 0-1-2 Volha Khudzenka 0-1-2 Maryna Litvinchuk-Pautaran 0-1-2 Nadzeya Papok 0-1-1 Marharyta Makhneva-Tsishkevich | 0-0-2 Agneta Andersson 0-0-2 Anna Olsson 0-0-2 Susanne Rosenqvist |

## Afgevoerde onderdelen
N.B. Deze onderdelen werden alleen door mannen beoefend.

### C1 200 m
| Editie | Goud | Goud           | Zilver | Zilver              | Brons | Brons            |
| ------ | ---- | -------------- | ------ | ------------------- | ----- | ---------------- |
| 2012   | UKR  | Joerij Tsjeban | LTU    | Jevgenij Sjoeklin   | RUS   | Ivan Sjtyl       |
| 2016   | UKR  | Joerij Tsjeban | AZE    | Valentin Demjanenko | BRA   | Isaquias Queiroz |

| Land | Goud | Zilver | Brons |
| ---- | ---- | ------ | ----- |
| UKR  | 2    | 0      | 0     |
| AZE  | 0    | 1      | 0     |
| LTU  | 0    | 1      | 0     |
| BRA  | 0    | 0      | 1     |
| RUS  | 0    | 0      | 1     |

Meervoudige medaillewinnaars
| Succesvolste         |
| -------------------- |
| 2-0-0 Joerij Tsjeban |

### C1 500 m
| Editie | Goud | Goud              | Zilver | Zilver              | Brons | Brons           |
| ------ | ---- | ----------------- | ------ | ------------------- | ----- | --------------- |
| 1976   | URS  | Aleksandr Rogov   | CAN    | John Wood           | YUG   | Matija Ljubek   |
| 1980   | URS  | Sergej Postrechin | BUL    | Ljoebomir Ljoebenov | GDR   | Olaf Heukrodt   |
| 1984   | CAN  | Larry Cain        | DEN    | Henning Jakobsen    | ROU   | Costică Olaru   |
| 1988   | GDR  | Olaf Heukrodt     | URS    | Michał Śliwiński    | BUL   | Martin Marinov  |
| 1992   | BUL  | Nikolai Boechalov | EUN    | Michał Śliwiński    | GER   | Olaf Heukrodt   |
| 1996   | CZE  | Martin Doktor     | SVK    | Slavomír Kňazovický | HUN   | Imre Pulai      |
| 2000   | HUN  | György Kolonics   | RUS    | Maksim Opalev       | GER   | Andreas Dittmer |
| 2004   | GER  | Andreas Dittmer   | ESP    | David Cal           | RUS   | Maksim Opalev   |
| 2008   | RUS  | Maksim Opalev     | ESP    | David Cal           | UKR   | Joerij Tsjeban  |

| Land | Goud | Zilver | Brons |
| ---- | ---- | ------ | ----- |
| URS  | 2    | 1      | 0     |
| BUL  | 1    | 1      | 1     |
| RUS  | 1    | 1      | 1     |
| CAN  | 1    | 1      | 0     |
| GER  | 1    | 0      | 2     |
| GDR  | 1    | 0      | 1     |
| HUN  | 1    | 0      | 1     |
| CZE  | 1    | 0      | 0     |
| ESP  | 0    | 2      | 0     |
| DEN  | 0    | 1      | 0     |
| EUN  | 0    | 1      | 0     |
| SVK  | 0    | 1      | 0     |
| UKR  | 0    | 0      | 1     |
| ROU  | 0    | 0      | 1     |

Meervoudige medaillewinnaars
| Succesvolste                                                    | Meervoudige                              |
| --------------------------------------------------------------- | ---------------------------------------- |
| 1-1-1 Maksim Opalev 1-0-2 / Olaf Heukrodt 1-0-1 Andreas Dittmer | 0-2-0 David Cal 0-2-0 / Michał Śliwiński |

### C1 10.000 m
| Editie | Goud | Goud            | Zilver | Zilver       | Brons | Brons             |
| ------ | ---- | --------------- | ------ | ------------ | ----- | ----------------- |
| 1948   | TCH  | František Čapek | USA    | Frank Havens | CAN   | Norman Lane       |
| 1952   | USA  | Frank Havens    | HUN    | Gábor Novák  | TCH   | Alfréd Jindra     |
| 1956   | ROU  | Leon Rotman     | HUN    | János Parti  | URS   | Gennadi Boecharin |

| Land | Goud | Zilver | Brons |
| ---- | ---- | ------ | ----- |
| USA  | 1    | 1      | 0     |
| TCH  | 1    | 0      | 1     |
| ROU  | 1    | 0      | 0     |
| HUN  | 0    | 2      | 0     |
| CAN  | 0    | 0      | 1     |
| URS  | 0    | 0      | 1     |

Meervoudige medaillewinnaars
| Succesvolste       |
| ------------------ |
| 1-1-0 Frank Havens |

### C2 1000 m
| Editie | Goud | Goud                                        | Zilver | Zilver                                      | Brons | Brons                              |
| ------ | ---- | ------------------------------------------- | ------ | ------------------------------------------- | ----- | ---------------------------------- |
| 1936   | TCH  | Jan Brzák-Felix Vladimír Syrovátka          | AUT    | Alois Edletitsch Joseph Kampfl              | CAN   | Harvey Charters Frank Saker        |
| 1948   | TCH  | Jan Brzák-Felix Bohumil Kudrna              | USA    | Steve Lysak Steve Macknowski                | FRA   | Georges Dransart Georges Gandil    |
| 1952   | DEN  | Finn Haunstoft Bent Peder Rasch             | TCH    | Jan Brzák-Felix Bohumil Kudrna              | GER   | Egon Drews Wilfried Soltau         |
| 1956   | ROU  | Alexe Dumitru Simion Ismailciuc             | URS    | Gratsian Botev Pavel Charin                 | HUN   | Ferenc Mohácsi Károly Wieland      |
| 1960   | URS  | Leonid Geisjtor Sergej Makarenko            | ITA    | Aldo Dezi Francesco La Macchia              | HUN   | Imre Farkas András Törő            |
| 1964   | URS  | Andrei Chimitsj Stepan Osjtsjepkov          | FRA    | Jean Boudehen Michel Chapuis                | DEN   | Peer Norrbohm John Sørensen        |
| 1968   | ROU  | Serghei Covaliov Ivan Patzaichin            | HUN    | Gyula Petrikovics Tamás Wichmann            | URS   | Naum Prokoepets Michail Zamotin    |
| 1972   | URS  | Vladislavas Česiūnas Joeri Lobanov          | ROU    | Serghei Covaliov Ivan Patzaichin            | BUL   | Ivan Boertsjin Fedja Damianov      |
| 1976   | URS  | Sergej Petrenko Aleksandr Vinogradov        | ROU    | Gheorghe Danielov Gheorghe Simionov         | HUN   | Tamás Buday Oszkár Frey            |
| 1980   | ROU  | Ivan Patzaichin Toma Simionov               | GDR    | Olaf Heukrodt Uwe Madeja                    | URS   | Vasili Joertsjenko Joeri Lobanov   |
| 1984   | ROU  | Ivan Patzaichin Toma Simionov               | YUG    | Matija Ljubek Mirko Nišović                 | FRA   | Didier Hoyer Eric Renaud           |
| 1988   | URS  | Nicolae Juravschi Viktor Reneiski           | GDR    | Olaf Heukrodt Ingo Spelly                   | POL   | Marek Dopierała Marek Łbik         |
| 1992   | GER  | Ulrich Papke Ingo Spelly                    | DEN    | Christian Frederiksen Arne Nielsson         | FRA   | Olivier Boivin Didier Hoyer        |
| 1996   | GER  | Andreas Dittmer Gunar Kirchbach             | ROU    | Antonel Borşan Marcel Glăvan                | HUN   | Csaba Horváth György Kolonics      |
| 2000   | ROU  | Florin Popescu Mitică Pricop                | CUB    | Leobaldo Pereira Ibrahim Rojas Blanco       | GER   | Lars Kober Stefan Uteß             |
| 2004   | GER  | Christian Gille Tomasz Wylenzek             | RUS    | Aleksandr Kostoglod Aleksandr Kovalev       | HUN   | György Kolonics György Kozmann     |
| 2008   | BLR  | Aliaksandr Bahdanovitsj Andrei Bahdanovitsj | GER    | Christian Gille Tomasz Wylenzek             | HUN   | Tamas Kiss Gyorgy Kozmann          |
| 2012   | GER  | Peter Kretschmer Kurt Kuschela              | BLR    | Aliaksandr Bahdanovitsj Andrei Bahdanovitsj | RUS   | Alexej Korovasjkov Ilja Pervoechin |
| 2016   | GER  | Sebastian Brendel Jan Vandrey               | BRA    | Isaquias Queiroz Erlon De Souza Silva       | UKR   | Dmitro Jantsjoek Taras Mistsjoek   |
| 2020   | CUB  | Fernando Jorge Serguey Torres               | CHN    | Liu Hao Zheng Pengfei                       | GER   | Sebastian Brendel Tim Hecker       |

| Land | Goud | Zilver | Brons |
| ---- | ---- | ------ | ----- |
| ROU  | 5    | 3      | 0     |
| GER  | 5    | 1      | 3     |
| URS  | 5    | 1      | 2     |
| TCH  | 2    | 1      | 0     |
| DEN  | 1    | 1      | 1     |
| BLR  | 1    | 1      | 0     |
| CUB  | 1    | 1      | 0     |
| GDR  | 0    | 2      | 0     |
| HUN  | 0    | 1      | 6     |
| FRA  | 0    | 1      | 3     |
| RUS  | 0    | 1      | 1     |
| AUT  | 0    | 1      | 0     |
| BRA  | 0    | 1      | 0     |
| CHN  | 0    | 1      | 0     |
| ITA  | 0    | 1      | 0     |
| USA  | 0    | 1      | 0     |
| YUG  | 0    | 1      | 0     |
| BUL  | 0    | 0      | 1     |
| CAN  | 0    | 0      | 1     |
| POL  | 0    | 0      | 1     |
| UKR  | 0    | 0      | 1     |

Meervoudige medaillewinnaars
| Succesvolste | Meervoudige                                                  |
| --- | ------------------------------------------------------------ |
| 3-1-0 Ivan Patzaichin 2-1-0 Jan Brzák-Felix 2-0-0 Toma Simionov 1-1-0 Christian Gille 1-1-0 Tomasz Wylenzek 1-1-0 Serghei Covaliov 1-1-0 Bohumil Kudrna 1-1-0 / Ingo Spelly 1-1-0 Aliaksandr Bahdanovitsj 1-1-0 Andrei Bahdanovitsj 1-0-1 Sebastian Brendel 1-0-1 Joeri Lobanov | 0-2-0 Olaf Heukrodt 0-2-0 Didier Hoyer 0-2-0 György Kolonics |

### C2 10.000 m
| Editie | Goud | Goud                         | Zilver | Zilver                         | Brons | Brons                           |
| ------ | ---- | ---------------------------- | ------ | ------------------------------ | ----- | ------------------------------- |
| 1936   | TCH  | Václav Mottl Zdeněk Škrlant  | CAN    | Harvey Charters Frank Saker    | AUT   | Karl Proisl Rupert Weinstabl    |
| 1948   | USA  | Steve Lysak Steve Macknowski | TCH    | Václav Havel Jiří Pecka        | FRA   | Georges Dransart Georges Gandil |
| 1952   | FRA  | Jean Laudet Georges Turlier  | CAN    | Donald Hawgood Kenneth Lane    | GER   | Egon Drews Wilfried Soltau      |
| 1956   | URS  | Gratsian Botev Pavel Charin  | FRA    | Georges Dransart Marcel Renaud | HUN   | Imre Farkas József Hunics       |

| Land | Goud | Zilver | Brons |
| ---- | ---- | ------ | ----- |
| FRA  | 1    | 1      | 1     |
| TCH  | 1    | 1      | 0     |
| URS  | 1    | 0      | 0     |
| USA  | 1    | 0      | 0     |
| CAN  | 0    | 2      | 0     |
| AUT  | 0    | 0      | 1     |
| GER  | 0    | 0      | 1     |
| HUN  | 0    | 0      | 1     |

Meervoudige medaillewinnaars
| Meervoudige            |
| ---------------------- |
| 0-1-1 Georges Dransart |

### K1 200 m
| Editie | Goud | Goud         | Zilver | Zilver          | Brons   | Brons                       |
| ------ | ---- | ------------ | ------ | --------------- | ------- | --------------------------- |
| 2012   | GBR  | Ed McKeever  | ESP    | Saúl Craviotto  | CAN     | Mark de Jonge               |
| 2016   | GBR  | Liam Heath   | FRA    | Maxime Beaumont | ESP GER | Saúl Craviotto Ronald Rauhe |
| 2020   | HUN  | Sándor Tótka | ITA    | Manfredi Rizza  | GBR     | Liam Heath                  |

| Land | Goud | Zilver | Brons |
| ---- | ---- | ------ | ----- |
| GBR  | 2    | 0      | 1     |
| HUN  | 1    | 0      | 0     |
| ESP  | 0    | 1      | 1     |
| FRA  | 0    | 1      | 0     |
| ITA  | 0    | 1      | 0     |
| CAN  | 0    | 0      | 1     |
| GER  | 0    | 0      | 1     |

Meervoudige medaillewinnaars
| Succesvolste     | Meervoudige          |
| ---------------- | -------------------- |
| 1-0-1 Liam Heath | 0-1-1 Saúl Craviotto |

### K1 500 m
| Editie | Goud | Goud                  | Zilver | Zilver             | Brons | Brons            |
| ------ | ---- | --------------------- | ------ | ------------------ | ----- | ---------------- |
| 1976   | ROU  | Vasile Dîba           | HUN    | Zoltán Sztanity    | GDR   | Rüdiger Helm     |
| 1980   | URS  | Vladimir Parfenovitsj | AUS    | John Sumegi        | ROU   | Vasile Dîba      |
| 1984   | NZL  | Ian Ferguson          | SWE    | Lars-Erik Moberg   | FRA   | Bernard Brégeon  |
| 1988   | HUN  | Zsolt Gyulay          | GDR    | Andreas Stähle     | NZL   | Paul MacDonald   |
| 1992   | FIN  | Mikko Kolehmainen     | HUN    | Zsolt Gyulay       | NOR   | Knut Holmann     |
| 1996   | ITA  | Antonio Rossi         | NOR    | Knut Holmann       | POL   | Piotr Markiewicz |
| 2000   | NOR  | Knut Holmann          | BUL    | Petar Merkov       | ISR   | Michael Kolganov |
| 2004   | CAN  | Adam van Koeverden    | AUS    | Nathan Baggaley    | GBR   | Ian Wynne        |
| 2008   | AUS  | Ken Wallace           | CAN    | Adam van Koeverden | GBR   | Tim Brabants     |

| Land | Goud | Zilver | Brons |
| ---- | ---- | ------ | ----- |
| AUS  | 1    | 2      | 0     |
| HUN  | 1    | 2      | 0     |
| NOR  | 1    | 1      | 1     |
| CAN  | 1    | 1      | 0     |
| NZL  | 1    | 0      | 1     |
| ROU  | 1    | 0      | 1     |
| FIN  | 1    | 0      | 0     |
| ITA  | 1    | 0      | 0     |
| URS  | 1    | 0      | 0     |
| GDR  | 0    | 1      | 1     |
| BUL  | 0    | 1      | 0     |
| SWE  | 0    | 1      | 0     |
| GBR  | 0    | 0      | 2     |
| FRA  | 0    | 0      | 1     |
| ISR  | 0    | 0      | 1     |
| POL  | 0    | 0      | 1     |

Meervoudige medaillewinnaars
| Succesvolste                                                  |
| ------------------------------------------------------------- |
| 1-1-1 Knut Holmann 1-1-0 Adam van Koeverden 1-0-1 Vasile Dîba |

### K1 10.000 m
| Editie | Goud | Goud               | Zilver | Zilver             | Brons | Brons          |
| ------ | ---- | ------------------ | ------ | ------------------ | ----- | -------------- |
| 1936   | GER  | Ernst Krebs        | AUT    | Fritz Landertinger | USA   | Ernest Riedel  |
| 1948   | SWE  | Gert Fredriksson   | FIN    | Kurt Wires         | NOR   | Eivind Skabo   |
| 1952   | FIN  | Thorvald Strömberg | SWE    | Gert Fredriksson   | GER   | Michel Scheuer |
| 1956   | SWE  | Gert Fredriksson   | HUN    | Ferenc Hatlaczky   | EUA   | Michel Scheuer |

| Land | Goud | Zilver | Brons |
| ---- | ---- | ------ | ----- |
| SWE  | 2    | 1      | 0     |
| FIN  | 1    | 1      | 0     |
| GER  | 1    | 0      | 1     |
| AUT  | 20   | 1      | 0     |
| HUN  | 20   | 1      | 0     |
| EUA  | 0    | 0      | 1     |
| NOR  | 0    | 0      | 1     |
| USA  | 0    | 0      | 1     |

Meervoudige medaillewinnaars
| Succesvolste           | Meervoudige          |
| ---------------------- | -------------------- |
| 2-1-0 Gert Fredriksson | 0-0-2 Michel Scheuer |

### K2 200 m
| Editie | Goud | Goud                                 | Zilver | Zilver                             | Brons | Brons                              |
| ------ | ---- | ------------------------------------ | ------ | ---------------------------------- | ----- | ---------------------------------- |
| 2012   | RUS  | Alexander Djatsjenko Joeri Postrigaj | BLR    | Vadzim Machnew Raman Pjatroesjenka | GBR   | Liam Heath Jon Schofield           |
| 2016   | ESP  | Saúl Craviotto Cristian Toro         | GBR    | Liam Heath Jon Schofield           | LTU   | Aurimas Lankas Edvinas Ramanauskas |

| Land | Goud | Zilver | Brons |
| ---- | ---- | ------ | ----- |
| ESP  | 1    | 0      | 0     |
| RUS  | 1    | 0      | 0     |
| GBR  | 0    | 1      | 1     |
| BLR  | 0    | 1      | 0     |
| LTU  | 0    | 0      | 1     |

Meervoudige medaillewinnaars
| Meervoudige                          |
| ------------------------------------ |
| 0-1-1 Liam Heath 0-1-1 Jon Schofield |

### K2 1000 m
| Editie | Goud | Goud                                    | Zilver | Zilver                                | Brons | Brons                                  |
| ------ | ---- | --------------------------------------- | ------ | ------------------------------------- | ----- | -------------------------------------- |
| 1936   | AUT  | Alfons Dorfner Adolf Kainz              | GER    | Fritz Bondroit Ewald Tilker           | NED   | Wim van der Kroft Nicolaas Tates       |
| 1948   | SWE  | Hans Berglund Lennart Klingström        | DEN    | Ejvind Hansen Jakob Jensen            | FIN   | Thor Axelsson Nils Björklöf            |
| 1952   | FIN  | Yrjö Hietanen Kurt Wires                | SWE    | Lars Glassér Ingemar Hedberg          | AUT   | Max Raub Herbert Wiedermann            |
| 1956   | EUA  | Meinrad Miltenberger Michel Scheuer     | URS    | Anatoli Demitkov Michail Kaaleste     | AUT   | Max Raub Herbert Wiedermann            |
| 1960   | SWE  | Gert Fredriksson Sven-Olov Sjödelius    | HUN    | György Mészáros András Szente         | POL   | Stefan Kapłaniak Wladysław Zieliński   |
| 1964   | SWE  | Sven-Olov Sjödelius Gunnar Utterberg    | NED    | Toon Geurts Paul Hoekstra             | EUA   | Heinz Büker Holger Zander              |
| 1968   | URS  | Vladimir Morozov Aleksandr Sjaparenko   | HUN    | Csaba Giczi Isván Timár               | AUT   | Günther Pfaff Gerhard Seibold          |
| 1972   | URS  | Nikolai Gorbatsjov Viktor Kratasjoek    | HUN    | József Deme János Rátkai              | POL   | Rafał Piszcz Władysław Szuszkiewicz    |
| 1976   | URS  | Sergej Nagorny Vladimir Romanovski      | GDR    | Joachim Mattern Bernd Olbricht        | HUN   | Zoltán Bakó István Szabó               |
| 1980   | URS  | Vladimir Parfenovitsj Sergej Tsjoechrai | HUN    | István Joós István Szabó              | ESP   | Herminio Menéndez Luís Gregorio Ramos  |
| 1984   | CAN  | Hugh Fisher Alwyn Morris                | FRA    | Bernard Brégeon Patrick Lefoulon      | AUS   | Barry Kelly Grant Kenny                |
| 1988   | USA  | Greg Barton Norman Bellingham           | NZL    | Ian Ferguson Paul MacDonald           | AUS   | Peter Foster Kelvin Graham             |
| 1992   | GER  | Kay Bluhm Torsten Gutsche               | SWE    | Gunnar Olsson Kalle Sundqvist         | POL   | Dariusz Białkowski Grzegorz Kotowicz   |
| 1996   | ITA  | Antonio Rossi Daniele Scarpa            | GER    | Kay Bluhm Torsten Gutsche             | BUL   | Andrian Doesjev Milko Kazanov          |
| 2000   | ITA  | Beniamino Bonomi Antonio Rossi          | SWE    | Henrik Nilsson Markus Oscarsson       | HUN   | Krisztián Bártfai Krisztián Veréb      |
| 2004   | SWE  | Henrik Nilsson Markus Oscarsson         | ITA    | Beniamino Bonomi Antonio Rossi        | NOR   | Nils Olav Fjeldheim Eirik Verås Larsen |
| 2008   | GER  | Martin Hollstein Andreas Ihle           | DEN    | Rene Holten Poulsen Kim Wraae Knudsen | ITA   | Andrea Facchin Antonio Scaduto         |
| 2012   | HUN  | Rudolf Dombi Roland Kökény              | POR    | Fernando Pimenta Emanuel Silva        | GER   | Martin Hollstein Andreas Ihle          |
| 2016   | GER  | Marcus Groß Max Rendschmidt             | SRB    | Marko Tomićević Milenko Zorić         | AUS   | Lachlan Tame Ken Wallace               |
| 2020   | AUS  | Thomas Green Jean van der Westhuyzen    | GER    | Max Hoff Jacob Schopf                 | CZE   | Josef Dostál Radek Šlouf               |

| Land | Goud | Zilver | Brons |
| ---- | ---- | ------ | ----- |
| SWE  | 4    | 3      | 0     |
| URS  | 4    | 1      | 0     |
| GER  | 3    | 3      | 1     |
| ITA  | 2    | 1      | 1     |
| HUN  | 1    | 4      | 2     |
| AUS  | 1    | 0      | 3     |
| AUT  | 1    | 0      | 3     |
| EUA  | 1    | 0      | 1     |
| FIN  | 1    | 0      | 1     |
| CAN  | 1    | 0      | 0     |
| USA  | 1    | 0      | 0     |
| DEN  | 0    | 2      | 0     |
| NED  | 0    | 1      | 1     |
| FRA  | 0    | 1      | 0     |
| GDR  | 0    | 1      | 0     |
| NZL  | 0    | 1      | 0     |
| POR  | 0    | 1      | 0     |
| SRB  | 0    | 1      | 0     |
| POL  | 0    | 0      | 3     |
| BUL  | 0    | 0      | 1     |
| CZE  | 0    | 0      | 1     |
| ESP  | 0    | 0      | 1     |
| NOR  | 0    | 0      | 1     |

Meervoudige medaillewinnaars
| Succesvolste | Meervoudige                                                |
| --- | ---------------------------------------------------------- |
| 2-1-0 Antonio Rossi 2-0-0 Sven-Olov Sjödelius 1-1-0 Kay Bluhm 1-1-0 Torsten Gutsche 1-1-0 Beniamino Bonomi 1-1-0 Henrik Nilsson 1-1-0 Markus Oscarsson 1-0-1 Martin Hollstein 1-0-1 Andreas Ihle | 0-1-1 István Szabó 0-0-2 Max Raub 0-0-2 Herbert Wiedermann |

### K2 10.000 m
| Editie | Goud | Goud                             | Zilver | Zilver                           | Brons | Brons                        |
| ------ | ---- | -------------------------------- | ------ | -------------------------------- | ----- | ---------------------------- |
| 1936   | GER  | Ludwig Landen Paul Wevers        | AUT    | Viktor Kalisch Karl Steinhuber   | SWE   | Tage Fahlborg Helge Larsson  |
| 1948   | SWE  | Gunnar Åkerlund Hans Wetterström | NOR    | Ivar Mathisen Knut Østbye        | FIN   | Thor Axelsson Nils Björklöf  |
| 1952   | FIN  | Yrjö Hietanen Kurt Wires         | SWE    | Gunnar Åkerlund Hans Wetterström | HUN   | József Gurovits Ferenc Varga |
| 1956   | HUN  | László Fábián János Urányi       | EUA    | Fritz Briel Theo Kleine          | AUS   | Walter Brown Dennis Green    |

| Land | Goud | Zilver | Brons |
| ---- | ---- | ------ | ----- |
| SWE  | 1    | 1      | 1     |
| FIN  | 1    | 0      | 1     |
| HUN  | 1    | 0      | 1     |
| GER  | 1    | 0      | 0     |
| AUT  | 0    | 1      | 0     |
| EUA  | 0    | 1      | 0     |
| NOR  | 0    | 1      | 0     |
| AUS  | 0    | 0      | 1     |

Meervoudige medaillewinnaars
| Succesvolste                                 |
| -------------------------------------------- |
| 1-1-0 Gunnar Åkerlund 1-1-0 Hans Wetterström |

### K4 1000 m
| Editie | Goud | Goud                                                                      | Zilver | Zilver                                                                    | Brons | Brons                                                                 |
| ------ | ---- | ------------------------------------------------------------------------- | ------ | ------------------------------------------------------------------------- | ----- | --------------------------------------------------------------------- |
| 1964   | URS  | Anatoli Grisjin Vjatsjeslav Ionov Vladimir Morozov Nikolai Tsjoezjikov    | EUA    | Günter Perleberg Bernhard Schulze Friedhelm Wentzke Holger Zander         | ROU   | Simoin Cuciuc Atanase Sciotnic Mihai Ţurcaş Aurel Vernescu            |
| 1968   | NOR  | Steinar Amundsen Tore Berger Jan Johansen Egil Søby                       | ROU    | Anton Calenic Dimitrie Ivanov Haralambie Ivanov Mihai Ţurcaş              | HUN   | István Csizmadia Csaba Giczi Imre Szöllősi Isván Timár                |
| 1972   | URS  | Valeri Didenko Joeri Filatov Vladimir Morozov Joeri Stetsenko             | ROU    | Atanase Sciotnic Roman Vartolomeu Aurel Vernescu Mihai Zafiu              | NOR   | Steinar Amundsen Tore Berger Jan Johansen Egil Søby                   |
| 1976   | URS  | Aleksandr Degtjarev Joeri Filatov Vladimir Morozov Sergej Tsjoechrai      | ESP    | José María Esteban José Ramón López Herminio Menéndez Luis Gregoria Ramos | GDR   | Peter Bischof Bernd Duvigneau Rüdiger Helm Jürgen Lehnert             |
| 1980   | GDR  | Bernd Duvigneau Rüdiger Helm Harald Marg Bernd Olbricht                   | ROU    | Vasile Dîba Nicuşor Eşanu Ion Geantă Mihai Zafiu                          | BUL   | Borislav Borissov Lazar Christov Ivan Manev Bojidar Milenkov          |
| 1984   | NZL  | Grant Bramwell Ian Ferguson Paul MacDonald Alan Thompson                  | SWE    | Per-Inge Bengtsson Tommy Karls Lars-Erik Moberg Thomas Ohlsson            | FRA   | François Barouh Philippe Boccara Pascal Boucherit Didier Vavasseur    |
| 1988   | HUN  | Attila Ábrahám Ferenc Csipes Zsolt Gyulay Sándor Hódosi                   | URS    | Viktor Denisov Sergej Kirsanov Aleksandr Motoezenko Igor Nagajev          | GDR   | Hans-Jörg Bliesener Kay Bluhm Andreas Stähle André Wohllebe           |
| 1992   | GER  | Mario von Appen Oliver Kegel Thomas Reineck André Wohllebe                | HUN    | Attila Ábrahám Ferenc Csipes László Fidel Zsolt Gyulay                    | AUS   | Ramon Andersson Kelvin Graham Ian Rowling Steven Wood                 |
| 1996   | GER  | Detlef Hofmann Thomas Reineck Olaf Winter Mark Zabel                      | HUN    | Attila Adrovicz Ferenc Csipes Gábor Horváth András Rajna                  | RUS   | Oleg Goroby Anatoli Tisjtsjenko Georgi Tsyboelnikov Sergej Verlin     |
| 2000   | HUN  | Gábor Horváth Zoltán Kammerer Botond Storcz Ákos Vereckei                 | GER    | Björn Bach Jan Schäfer Stefan Ulm Mark Zabel                              | POL   | Dariusz Białkowski Grzegorz Kotowicz Adam Seroczyński Marek Witkowski |
| 2004   | HUN  | Gábor Horváth Zoltán Kammerer Botond Storcz Ákos Vereckei                 | GER    | Björn Bach Andreas Ihle Stefan Ulm Mark Zabel                             | SVK   | Juraj Bača Michal Riszdorfer Richard Riszdorfer Erik Vlček            |
| 2008   | BLR  | Aljaksej Abalmasaw Artoer Litvintsjoek Vadzim Machnew Raman Pjatroesjenka | SVK    | Michal Riszdorfer Richard Riszdorfer Juraj Tarr Erik Vlček                | GER   | Lutz Altepost Norman Brockl Torsten Eckbrett Bjorn Goldschmidt        |
| 2012   | AUS  | Jacob Clear Dave Smith Tate Smith Murray Stewart                          | HUN    | Zoltán Kammerer Tamás Kulifai Dániel Pauman Dávid Tóth                    | CZE   | Josef Dostál Daniel Havel Jan Štěrba Lukáš Trefil                     |
| 2016   | GER  | Marcus Groß Max Hoff Tom Liebscher Max Rendschmidt                        | SVK    | Tibor Linka Denis Myšák Juraj Tarr Erik Vlček                             | CZE   | Josef Dostál Daniel Havel Jan Štěrba Lukáš Trefil                     |

| Land | Goud | Zilver | Brons |
| ---- | ---- | ------ | ----- |
| HUN  | 3    | 3      | 1     |
| GER  | 3    | 2      | 1     |
| URS  | 3    | 1      | 0     |
| GDR  | 1    | 0      | 2     |
| AUS  | 1    | 0      | 1     |
| NOR  | 1    | 0      | 1     |
| BLR  | 1    | 0      | 0     |
| NZL  | 1    | 0      | 0     |
| ROU  | 0    | 3      | 1     |
| SVK  | 0    | 2      | 1     |
| ESP  | 0    | 1      | 0     |
| EUA  | 0    | 1      | 0     |
| SWE  | 0    | 1      | 0     |
| CZE  | 0    | 0      | 2     |
| BUL  | 0    | 0      | 1     |
| FRA  | 0    | 0      | 1     |
| POL  | 0    | 0      | 1     |
| RUS  | 0    | 0      | 1     |

Meervoudige medaillewinnaars
| Succesvolste | Meervoudige |
| --- | --- |
| 2-1-0 Gábor Horváth 2-0-0 Thomas Reineck 2-0-0 Ákos Vereckei 2-0-0 Joeri Filatov 2-0-0 Vladimir Morozov 1-2-0 Mark Zabel 1-2-0 Ferenc Csipes 1-1-0 Attila Ábrahám 1-1-0 Zsolt Gyulay 1-0-1 Bernd Duvigneau 1-0-1 Rüdiger Helm 1-0-1 Steinar Amundsen 1-0-1 Tore Berger 1-0-1 Jan Johansen 1-0-1 Egil Søby | 0-2-1 Erik Vlček 0-2-0 Björn Bach 0-2-0 Stefan Ulm 0-2-0 Mihai Zafiu 0-1-1 Mihai Ţurcaş 0-1-1 Aurel Vernescu 0-1-1 Michal Riszdorfer 0-1-1 Richard Riszdorfer 0-0-2 Josef Dostál 0-0-2 Daniel Havel 0-0-2 Jan Štěrba 0-0-2 Lukáš Trefil |

### K1 4×500 m
| Editie | Goud | Goud                                                        | Zilver | Zilver                                                    | Brons | Brons                                                 |
| ------ | ---- | ----------------------------------------------------------- | ------ | --------------------------------------------------------- | ----- | ----------------------------------------------------- |
| 1960   | EUA  | Dieter Krause Paul Lange Günter Perleberg Friedhelm Wentzke | HUN    | Imre Kemecsey György Mészáros András Szente Imre Szöllősi | DEN   | Erik Hansen Arne Høyer Erling Jessen Helmuth Sørensen |

### K1 10.000 m vouwkajak
| Editie | Goud | Goud             | Zilver | Zilver          | Brons | Brons         |
| ------ | ---- | ---------------- | ------ | --------------- | ----- | ------------- |
| 1936   | AUT  | Gregor Hradetzky | FRA    | Henri Eberhardt | GER   | Xaver Hörmann |

### K2 10.000 m vouwkajak
| Editie | Goud | Goud                          | Zilver | Zilver                   | Brons | Brons                       |
| ------ | ---- | ----------------------------- | ------ | ------------------------ | ----- | --------------------------- |
| 1936   | SWE  | Erik Bladström Sven Johansson | GER    | Erich Hanisch Willi Horn | NED   | Cees Wijdekop Piet Wijdekop |

### K1 200 m vrouwen
| Editie | Goud | Goud            | Zilver | Zilver                 | Brons | Brons                  |
| ------ | ---- | --------------- | ------ | ---------------------- | ----- | ---------------------- |
| 2012   | NZL  | Lisa Carrington | UKR    | Inna Osipenko-Radomska | HUN   | Natasa Dusev-Janics    |
| 2016   | NZL  | Lisa Carrington | POL    | Marta Walczykiewicz    | AZE   | Inna Osipenko-Radomska |
| 2020   | NZL  | Lisa Carrington | ESP    | Teresa Portela         | DEN   | Emma Jørgensen         |

| Land | Goud | Zilver | Brons |
| ---- | ---- | ------ | ----- |
| NZL  | 3    | 0      | 0     |
| ESP  | 0    | 1      | 0     |
| POL  | 0    | 1      | 0     |
| UKR  | 0    | 1      | 0     |
| AZE  | 0    | 0      | 1     |
| DEN  | 0    | 0      | 1     |
| HUN  | 0    | 0      | 1     |

Meervoudige medaillewinnaars
| Succesvolste          | Meervoudige |
| --------------------- | ----------- |
| 3-0-0 Lisa Carrington |             |

Parijs 1924 (demonstratie) · 
Berlijn 1936 · 
Londen 1948 · 
Helsinki 1952 · 
Melbourne 1956 · 
Rome 1960 · 
Tokio 1964 · 
Mexico-stad 1968 · 
München 1972 · 
Montréal 1976 · 
Moskou 1980 · 
Los Angeles 1984 · 
Seoel 1988 · 
Barcelona 1992 · 
Atlanta 1996 · 
Sydney 2000 · 
Athene 2004 · 
Peking 2008 · 
Londen 2012 · 
Rio de Janeiro 2016 ·
Tokio 2020 ·
Parijs 2024 ·
Los Angeles 2028
Medaillewinnaars (slalom) · Medaillewinnaars (sprint)